# Daynellis Montejo
Daynellis Montejo (n. 8 noiembrie 1984, Santiago de Cuba, Cuba) este o sportivă ce a reprezentat Cuba, medaliată olimpică. A participat la o ediție a Jocurilor Olimpice (2008) în care a câștigat o medalie de bronz.